# Фадеево (Московская область)
Фадеево — деревня в Волоколамском районе Московской области России.
Относится к Теряевскому сельскому поселению, до муниципальной реформы 2006 года относилась к Теряевскому сельскому округу. Население — 6 чел. (2010).

## География
Деревня Фадеево расположена на левом берегу реки Локнаш (бассейн Иваньковского водохранилища), примерно в 20 км к северо-востоку от центра города Волоколамска. В деревне три улицы — Лесная, Новая и Полевая, зарегистрировано одно садовое товарищество. Ближайшие населённые пункты — село Теряево, деревни Родионово и Чащь. Связана автобусным сообщением с райцентром.

## Население
| 1852 | 1859 | 1890 | 1899 | 1926 | 2002 |
| ---- | ---- | ---- | ---- | ---- | ---- |
| 70   | ↗123 | ↗158 | ↗179 | ↘124 | ↘9   |
| 2006 | 2010 |      |      |      |      |
| ↗11  | ↘6   |      |      |      |      |

## История
В «Списке населённых мест» 1862 года Фадеева — казённая деревня 1-го стана Клинского уезда Московской губернии по правую сторону Волоколамского тракта, в 43 верстах от уездного города, при реке Локноше, с 13 дворами, 1 фабрикой и 123 жителями (57 мужчин, 66 женщин).
По данным на 1890 год входила в состав Калеевской волости Клинского уезда, число душ составляло 158 человек.
В 1913 году — 31 двор, бумаго-ткацкая фабрика и мукомольная мельница.
В 1917 году Калеевская волость была передана в Волоколамский уезд.
По материалам Всесоюзной переписи населения 1926 года — деревня Пробоевского сельсовета Калеевской волости, проживало 124 жителя (56 мужчин, 68 женщин), насчитывалось 32 хозяйства.
С 1929 года — населённый пункт в составе Волоколамского района Московской области.